# Stoudena Bara
Stoudena Bara ou Studena Bara (en macédonien Студена Бара) est un village du nord de la Macédoine du Nord, situé dans la municipalité de Koumanovo. Le village comptait 344 habitants en 2002.

## Démographie
Lors du recensement de 2002, le village comptait :
- Macédoniens : 343
- Serbes : 1